# I Pooh 1981-1984
I Pooh 81-84 ...e tutto quanto mai apparso su Long Playing è un doppio album dei Pooh, ed è la quarta raccolta del gruppo.
I due dischi vennero ripubblicati su CD separatamente, il secondo con il titolo I nostri anni senza fiato.
Con questa antologia si conclude la serie di raccolte che riassumevano i cavalli di battaglia proposti negli ultimi tre anni, un ciclo di antologie triennali iniziato nel 1971: in seguito le compilation dei Pooh seguiranno altri criteri, mentre le raccolte fino ad allora uscite vengono riunite in un cofanetto. 

## Descrizione
Si tratta di una raccolta antologica che comprende:
- pezzi estratti dall'LP Buona fortuna;
- canzoni dell'album Tropico del nord;
- i due pezzi registrati solo dal vivo per l'album Palasport, ovvero Siamo tutti come noi e Canzone per l'inverno.

Nel secondo disco - ristampato separatamente nel 1987 con il titolo I nostri anni senza fiato - sono presenti sia brani nati nel periodo indicato dal titolo, sia i pezzi scartati per ragioni di spazio in occasione dell'uscita delle raccolte 1971 I Pooh 1974 e I Pooh 1978-1981, dato che queste ultime non erano album doppi. Si tratta dei seguenti:
- due brani strumentali scritti dai Pooh per lo sceneggiato televisivo Racconti fantastici (Fantastic Fly/Odissey, entrambi esclusi dalla raccolta 1978-1981);
- due vecchi retri di 45 giri degli anni settanta mai pubblicati su LP (Inutili memorie e Lettera da Marienbad, ambedue rimasti fuori dalla raccolta 1971-1974) e nel frattempo divenuti rare canzoni);
- le due bonus track uscite solo nelle versioni CD degli LP  Aloha e Tropico del nord;
- le due canzoni del singolo Non siamo in pericolo/Anni senza fiato inedito su album.
- la cover  Happy Christmas eseguita dai Pooh e fino ad allora pubblicata solo nella compilation di autori vari Natale con i tuoi....

Per completare il doppio album i pezzi Give me only this moment e Hurricane, originari del disco Hurricane del 1980, vengono utilizzati come riempitivi: creano una rottura con il concetto dell'antologia dato che non erano usciti nel periodo indicato nel titolo della raccolta, né risultavano all'epoca inediti su long playing.

## Tracce
Cd 1 (I Pooh 81-84)
1. Chi fermerà la musica (Facchinetti-Negrini) - 4'49"
2. Siamo tutti come noi (Facchinetti-Negrini) - 5'28"
3. Canzone per l'inverno (Facchinetti-Negrini) - 4'40"
4. Hurricane (Facchinetti-Negrini-Randazzo) - 5'18"
5. Tropico del Nord (Facchinetti-D'Orazio) - 4'01"
6. Cara sconosciuta (Facchinetti-Negrini) - 4'40"
7. Lascia che sia (Facchinetti-D'Orazio) - 3'54"
8. Cosa dici di me (Facchinetti-Negrini) - 4'56"
9. Buona fortuna (Facchinetti-D'Orazio) - 3'47"

Cd 2 (... e tutto quanto mai apparso su Long Playing / I nostri anni senza fiato)
1. Odissey (strumentale) (Facchinetti) - 3'34"
2. Inutili memorie (Facchinetti-Negrini) - 5'47"
3. Give me only this moment (Dammi solo un minuto) (Facchinetti-Negrini-Randazzo) - 4'31"
4. Lettera da Marienbad (Facchinetti-Negrini) - 4'27"
5. Fantastic Fly (strumentale) (Facchinetti) - 4'53"
6. Non siamo in pericolo (Facchinetti-Negrini) - 3'58"
7. Canzone per Lilli (Facchinetti-D'Orazio) - 3'51"
8. Colazione a New York (Canzian-Negrini) - 4'23"
9. Anni senza fiato (Facchinetti-Negrini) - 5'30"
10. Happy Christmas ( War is over ) (Lennon-Ono) - 4'22"

## Formazione
- Roby Facchinetti – voce, pianoforte, tastiera
- Dodi Battaglia – voce, chitarra
- Stefano D'Orazio – voce, batteria, percussioni
- Red Canzian – voce, basso